# Gregoriánský kalendář
Gregoriánský kalendář je v současnosti hlavní celosvětově používaný systém pro počítání času (kalendář). Jedná se o upravený juliánský kalendář s křesťanským letopočtem a korekcí přestupnosti. Nazývá se podle papeže Řehoře XIII. (lat. Gregorius), který roku 1582 bulou Inter gravissimas korigoval nepřesnosti přestupných let juliánského kalendáře. Jednotlivé země korekci zaváděly postupně v následujících letech, některé až ve 20. století. Různé kultury vedle tohoto občanského kalendáře používají i jiné kalendáře, zejména pro určení náboženských nebo tradičních svátků.
Gregoriánský kalendář se co do uspořádání dnů v roce řadí mezi solární kalendáře. Má rok dlouhý 365 dní a 366 dní v přestupném roce, kterým je každý rok, který je dělitelný čtyřmi, ale roky dělitelné 100 pouze pokud jsou zároveň dělitelné 400. Má 12 měsíců, které nejsou vázány na měsíční fáze, ale s výjimkou února mají pevně danou délku 30 nebo 31 dní; únor je dlouhý buď 28 nebo (v přestupném roce) 29 dní. Nezávisle na roku a měsíci běží cyklus sedmidenního týdne.
Data v gregoriánském kalendáři jsou oproti juliánskému kalendáři posunutá. Posun od roku 1900 (přesněji od 1. března) činí 13 dní, proto například ruská říjnová revoluce (25. října 1917 podle juliánského kalendáře) se podle gregoriánského kalendáře odehrála 7. listopadu. Juliánský kalendář se se skutečným, tzv. tropickým rokem rozcházel o 1 den každých 128 let. Gregoriánská reforma zkorigovala tuto odchylku, která od doby prvního nikajského koncilu (325) narostla na 10 dní. Zároveň zavedla vynechání přestupného roku třikrát během každých 400 let (v letech 1700, 1800, 1900, 2100, 2200 atd.), a tím se průměrná délka roku výrazně zpřesnila. Odchylka od délky tropického roku činí 1 den za přibližně 3 300 let. Ostatní uspořádání kalendáře zůstalo zachováno a data obou kalendářů lze jednoduše převést použitím příslušné korekce.

## Historie
Předchůdce gregoriánského kalendáře, později nazvaný juliánský kalendář, fungoval po mnoho století poměrně dobře, Césarova reforma římského kalendáře z roku 45 př. n. l. se osvědčila.
Tropický rok má ale délku 365,2422 dne, a je tedy o 11 minut kratší, než předpokládá juliánský kalendář (365,25 dne) s přechodným (o 1 den delším) rokem každé 4 roky. Docházelo tak k postupnému opožďování kalendáře vůči okamžikům, kdy nastává rovnodennost nebo slunovrat. Roku 453 byla diference ještě jen 1 den, roku 581 byla diference 2 dny atd. Nesoulad kalendáře se skutečností, zejména s tropickým rokem, byl v období vrcholného středověku již výrazně patrný. Zhruba od roku 1000 postupně v návaznosti na zpřesňující se možnosti techniky a nové znalosti učenci docházeli k názoru, že tuto chybu je třeba opravit. A např. v roce reformy 1582 už byla diference 10 dnů (přesněji 9,809 dne) a největší svátek křesťanství, Velikonoční neděle, ani zdaleka nebyla tou první nedělí po prvním jarním úplňku, jak bylo stanoveno, což pro římskou církev byl stav neúnosný.
Od 14. století se papežové a koncily, stejně jako astronomové včetně Regiomontana a Koperníka přípravou reformy kalendáře s větší či menší intenzitou zaobírali. Rozhodující návrh Compendium novae rationis restituendi kalendarium předložil roku 1575 papeži Řehoři XIII. lékař a astronom z kalabrijského Cirò Luigi Giglio (latinsky též Aloisius Lilius, 1510–1576). Papežská komise složená z církevních i laických odborníků po několikaletém zkoumání alternativních řešení návrh s drobnými úpravami schválila a 24. února 1582 Řehoř XIII. podle jejího návrhu vydal bulu Inter gravissimas, vyhlašující kalendářní reformu.
Základem opravy mělo být jednorázové vynechání 10 dní. Alternativou bylo postupné vyrovnání neuplatňováním přestupných dnů. Jiným požadavkem bylo zachování neporušeného týdenního cyklu podle biblického pravidla o svěcení sedmého dne. K provedení tohoto kroku bylo vybráno období, kdy byl zásah do liturgického roku pro malý počet přeskočených významných svátků nejmenší. Reforma měla proto být provedena bezprostředně po svátku sv. Františka, připadajícím na čtvrtek 4. října. Následující den měl být považován za pátek 15. října. Tato svátková šetrnost se ale uplatnila jen v několika málo zemích, které reformu přijaly přesně podle papežské buly, která také stanovila, že každý poslední rok století bude přestupný jen tehdy, bude-li dělitelný číslem 400 a tím se chyba neobnoví (přinejmenším řadu tisíciletí).
V dnešní době je rozdíl mezi kalendářem juliánským a gregoriánským 13 dní. Proto např. Vánoce ortodoxního křesťanství (převažujícího např. v Rusku, Srbsku a Řecku), řídícího se juliánským kalendářem, nastávají až 13 dní po Vánocích podle ostatních křesťanů.

## Přijetí v jednotlivých zemích
Gregoriánský kalendář nebyl všude přijat ihned. Stanoveného dne byla reforma provedena jen v některých katolických zemích – větší části Itálie, Španělsku, Portugalsku a Polsku. I v těchto zemích ovšem v některých místech zavedení reformy přinášelo veliké potíže, prostí lidé důvodu reformy nerozuměli a někteří se dokonce domnívali, že jim vypuštěné dny byly ukradeny. Problémy způsobilo také obtížné vypočítání daní, mezd apod.

### České země
V Čechách původně pražský arcibiskup Martin Medek z Mohelnice oznámil změnu data ze 14. na 25. listopadu 1582. Jeho návrh však protestantsky smýšlející obyvatelstvo, šlechta i astronomové odmítli. V roce 1583 přijetí nového kalendáře zamítl i zemský sněm.
Reformu tak realizoval svým mandátem ze 3. prosince 1583 až Rudolf II. (skok z pondělí 6. ledna na úterý 17. ledna 1584) již bez ohledu na sněm. Ve Slezsku byla změna provedena z neděle 12. ledna na pondělí 23. ledna 1584. Moravští stavové ale mandát neuposlechli a na Moravě dále platil juliánský kalendář. Druhé císařské rozhodnutí v červenci téhož roku již odmítnout nemohli a kalendář byl zaveden i na Moravě (po sobotě 3. října následovala neděle 14. října 1584). Protože na kalendáři závisí výpočet data Velikonoc, v Čechách se v roce 1584 slavily Velikonoce o čtyři týdny dříve než na Moravě. Poslední město v Českém království, které přijalo gregoriánský kalendář, byla v roce 1588 Kadaň.

### Evropa
Také ostatní země s převládajícím protestantským a pravoslavným obyvatelstvem na reformu přistupovaly později a nejednotně v různých ročních obdobích.
- Tak v Nizozemí byla reforma přijata sice již roku 1582, ale až koncem roku, čímž Nizozemci toho roku přišli o Vánoce.
- Velké problémy reforma způsobila ve Svaté říši římské, kde ji katolické země přijaly v průběhu let 1583–1584, ale protestantské až v roce 1700. To přinášelo potíže zejména obchodníkům. Protestantské země označovaly papeže posměšně jako Řehoře Kalendářníka a tvrdily, že je to Antikrist, který se snaží přimět věrné křesťany, aby se modlili v nesprávný den[4]. Do roku 1700 tak bylo Německo v otázce kalendáře rozděleno.[5]. Gregoriánský kalendář jako celek byl přijat až 1775.[6] Také některé české obce v německém pohraničí přijaly gregoriánský kalendář až po roce 1700 (například Hranice (okres Cheb)[7]) za vlády Leopolda I.[8]
- V Uhrách, tedy i na Slovensku, se kalendář změnil roku 1587, kdy se po 21. říjnu psal 1. listopad.
- Největší zmatek způsobilo Švédsko, které reformu nepřijalo, avšak aby rozdíl astronomického a církevního kalendáře nenarůstal, vypustilo přestupný den z roku 1700, čímž získalo jiný kalendář než všechny ostatní evropské země. Původní záměr byl po dobu 40 let vypouštět přestupný den, a postupně tak dosáhnout sjednocení s gregoriánským kalendářem. Od reformy bylo v roce 1712 upuštěno a Švédsko se vrátilo k juliánskému kalendáři. Teprve v roce 1753 byl ve Švédsku přijat gregoriánský kalendář.
- Specifická situace nastala v Anglii. Tam v době reformy vládla královna Alžběta I. (1533–1603), která sice byla protestantkou, ale přesto požádala, aby astrolog John Dee reformu prostudoval a sdělil královně svůj názor. Dee coby vědec reformu schválil a navrhl k přijetí. Alžběta tedy hodlala reformu přijmout, ale vzhledem k zapřisáhlému odporu anglikánské církve byla neustále odkládána, až se od ní na dlouhou dobu upustilo. Anglie byla na svou odlišnost vůči zbytku Evropy do jisté míry pyšná. Teprve v průběhu 18. století se postupně zvedala vlna kritiky stávajícího systému (zejména z řad obchodníků, jimž odlišný kalendář přinášel problémy). V parlamentu důrazně bojoval za přistoupení ke gregoriánskému systému Philip Dormer Stanhope, hrabě z Chesterfieldu. Především jeho zásluhou přistoupila Velká Británie na gregoriánský kalendář roku 1752, ve kterém po 2. září následovalo 14. září.
- V Rusku platil juliánský kalendář až do roku 1918 (tj. včetně Říjnové revoluce, která podle něj byla v říjnu, ale podle gregoriánského kalendáře v listopadu). Platnost gregoriánského kalendáře narušilo jen zhruba desetiletí revolučního sovětského kalendáře.
- V Řecku byl gregoriánský kalendář přijat až v roce 1923.
- Rumunsko přijalo změnu v roce 1919.[1]
- Pravoslavné církve obecně (např. v Řecku, Rusku, Srbsku) úpravu nepřijaly nikdy.

### Mimoevropské země
Mimoevropské země pod nadvládou evropských koloniálních mocností nebo s převládajícím křesťanským obyvatelstvem přijaly zpravidla kalendářní reformu spolu s mateřskými zeměmi. Tak v současnosti gregoriánský kalendář s naším letopočtem jako občanský kalendář používají všechny země světa kromě čtyř zemí, kde ovšem v mezinárodním styku náš letopočet a kalendář nutně užívat musí také:
- Saúdské Arábie, kde platí islámský kalendář,
- Etiopie s etiopským kalendářem a
- Írán a Afghánistán, kde se řídí perským kalendářem.

Dvě země kromě gregoriánského kalendáře používají i tradiční kalendář a letopočet:
- Izrael se židovským kalendářem a
- Indie, která si zavedla indický národní kalendář.

Další dvě země používají modifikovanou verzi gregoriánského kalendáře:
- Thajsko s thajským solárním kalendářem: Thajská modifikace gregoriánského kalendáře spočívá v tom, že se roky počítají nikoliv podle našeho letopočtu, ale od počátku (tj. epochy) éry Buddhasakarat (Buddhistické éry – B.E.) o 543 let delší (číselně větší), než křesťanský letopočet. Rok 2012 n. l. je tedy rok 2555 B.E.
- Japonsko s japonským kalendářem: Japonská modifikace spočívá v dělení na éry posmrtných jmen (年号, nengó) panujících císařů, rok 2012 je rokem Heisei 24, to znamená 24. rokem vlády císaře Akihita (posmrtné jméno Heisei). Druhou modifikací je, že datum jarní rovnodennosti jako začátku jara není určováno úředně, ale astronomicky. To znamená, že namísto pevného, administrativního stanovení jarní rovnodennosti na 21. března v japonském kalendáři kolísá mezi 19. a 21. březnem. Naše datování podle našeho (Dionysiova) letopočtu a křesťanského juliánského kalendáře je také široce rozšířené.

## Astronomie
Gregoriánský kalendář se řídí podle délky tropického roku, která v současnosti činí 365,242 192 129 dne (365 dní 5 h 48 min 45,4 s). Průměrná délka juliánského roku je 365,25 dne (365 dní 6 h). Gregoriánský kalendář ustanovením přestupných století délku roku upravil na 365,2425 dne (365 dní 5 h 49 min 12 s), což od délky tropického roku činí rozdíl pouze 26,6 s (zatímco rozdíl délky tropického roku s juliánským kalendářem je až 11 min 14,6 s; rozdíl délky v obou kalendářích tedy činí 10 min 48 s). Gregoriánský kalendář se proto od tropického roku odchýlí o jeden den nejdříve za několik tisíciletí a diskuse o jeho reformě ohledně přestupných dnů jsou jen teoretické. Chybu pak opět na řadu tisíciletí snadno odstraní jednorázové vynechání přestupného dne, pokud ji budou lidé považovat za významnou.

## Pravidla přestupného roku
| „                                     | Dále, aby se jarní rovnodennost neodchýlila od 21. března, ustanovujeme každý čtvrtý rok přestupným (jak je zvykem), s výjimkou celých staletí, které až dosud přestupné byly. Přejeme si, aby rok 1600 ještě přestupným zůstal, ale další následující celá staletí už přestupné roky mít nebudou, jen každé celé čtvrté století. První tři celá staletí tedy přestupná nebudou a teprve čtvrté století přestupné bude, takže roky 1700, 1800 a 1900 přestupné nebudou. Avšak rok 2000, tak jak jest zvykem, bude mít vložen přestupný den, únor bude tedy mít 29 dní a totéž pravidlo vkládání celého přestupného století bude platit pravidelně každé čtvrté století. | “ |
| — Řehoř XIII., bula Inter gravissimas | |   |

Pravidla jsou tedy následující:
1. Rok je přestupný, pokud je dělitelný číslem 4.
2. Výjimka č. 1: Rok není přestupný, pokud je dělitelný číslem 100.
3. Výjimka č. 2 z výjimky č. 1: Rok, na který se vztahuje výjimka č. 1, je přestupný, pokud je dělitelný číslem 400.

Tím se ustavil čtyřsetletý stálý cyklus shodného uspořádání dnů v jednotlivých letech. Za tu dobu naroste rozdíl oproti juliánskému kalendáři přesně o tři dny.
Rozprostření dnů do roků je všeobecně akceptované. Oproti tomu uspořádání dnů v roce do měsíců a týdnů je, bylo a jistě nadále bude předmětem mnoha diskusí a návrhů na změny a reformy.

## Zajímavost
V Česku a na Slovensku je rozšířena mylná domněnka, že existuje další pravidlo – o nepřestupnosti roku 4840 n. l. Tento omyl zřejmě pochází z knihy o astronomii z roku 1942, odkud ho následně převzala řada dalších autorů populárně-naučné literatury i autorů na českém a slovenském internetu. Fáma je mylnou interpretací skutečnosti, že přibližně v tomto období vznikne v gregoriánském kalendáři chyba jednoho dne oproti tropickému roku; vypuštění přestupného dne v tomto roce by tak teoreticky mohlo být jedním z možných způsobů, jak jej opět na několik tisíciletí uvést do souladu se s tropickým rokem, jako pravidlo však stanoveno není.